# David Sitbon
David Sitbon, né le 7 avril 1974, est un photographe et artiste plasticien français.
Il se distingue par une approche artistique novatrice résolument inscrite dans les nouvelles perspectives ouvertes par la révolution numérique.

## Techniques photographiques
Entre 2003 et 2008, le photographe capture des images virtuelles formées par la réflexion spéculaire du monde urbain sur des plans d’eau.
Entre 2005 et 2010, David Sitbon effectue une série d’œuvres en capturant une image virtuelle formée par la réflexion spéculaire du monde urbain sur une vitre derrière laquelle est positionnée une image réelle : un tirage papier représentant une photographie, une affiche publicitaire, un poster, une peinture.
À l'heure où nombre de photographes superposent leurs images en utilisant des logiciels de retouches, David Sitbon met son cadre sur des effets optiques naturels qu'il saisit sur la pellicule. La photographie d'une nature morte est prise à travers une vitre qui reflète en même temps le paysage extérieur. Cette nature morte peut-être remplacée par des scènes de vie, par des scènes urbaines, par des images imprimées ou par des posters publicitaires qui sont autant d'arrière-plans qui superpose le réfractif au spéculaire.

## Travaux

### Démarche artistique
La représentation photographique du monde par David Sitbon est une reproduction méthodique de l’«une des plus anciennes définitions de l'image », telle qu’elle est définie par Platon : « J'appelle image d'abord les ombres ensuite les reflets qu'on voit dans les eaux, ou à la surface des corps opaques, polis et brillants et toutes les représentations de ce genre ».  Ombre, reflet : cette "« image naturelle » qui selon Platon est la seule à avoir un intérêt philosophique."
Ses premières expositions représentent des photographies de reflets prises à travers des vitres, des flaques d’eau, des miroirs, en milieux urbains.
En superposant une image réelle derrière une vitre qui reflète l’image virtuelle du paysage qui lui fait face, l'artiste matérialise la réunion dans un plan-image, d'une image réelle et d'une image virtuelle.

### Approche esthétique
Dans la plupart de ses œuvres, David Sitbon incorpore le symbole à la chose, l’habitant à la ville, la représentation de la virtualité face au réel.
Des technologies nouvelles représentées, surgissent en surimpression au travers d’un montage esthétique simultanéiste : Deux images se traversent réciproquement, l’une à travers l’autre.
Ce procédé de montage brouille le détail dans sa totalité : Il est un jeu de convergence et de divergence révélant la construction de contenus mythiques qui définissent la société.

### Recherches
David Sitbon développe un concept réunissant l’art photographique, le cinéma, et les jeux vidéo autour d’une même histoire : un nouveau mythe du règne de l’image dont l’objectif est de raconter les origines, la transformation et la destinée de ces milliards d’images circulant à travers le monde.

## Participations
Le 21 juillet 2010, David Sitbon participe à l’exposition, By Way of These Eyes: The Sublime, Exotic and Familiar. collection de Christopher Hyland au « Cape Code Museum of Art », Dennis, Massachusetts. Lors de cette exposition, le curateur Michael Giaquinto, inaugure sa photographie : « Sea Food », en présentant conjointement des œuvres photographiques de Robert Mapplethorpe, Edward Weston, Sally Man, Paul Strand, Mario Neto, Michael Wolf, Bill Armstrong, Herb Ritts, Henri Cartier-Bresson, Sarah Hart, Andre Kertesz, Marcus Leatherdale et Edward Steichen.
Le 8 décembre 2011, Il participe aux 5e assises de la convergence des médias, à l’Assemblée nationale, Paris. En compagnie d’Alain Renner, Vice-Président de Sotheby’s France, il anime le débat autour de son nouveau projet : The Gracefighter, nouveau mythe de l’image en phase avec la révolution numérique qui mêlera photographies d’art, cinéma et jeux vidéo. Lors de cette intervention, il projette une vidéo relative à l’invention d’un nouveau procédé photographique qu’il a appliqué lors de sa traversée des États-Unis, en juillet 2010.

## Expositions
- 100 Bricks for Madagascar par Charles Gassot (mars 2011), Artcurial, Hôtel Marcel Dassault, Paris 8e, France.
- Paris Photo (novembre 2011), Grand Palais, Galería Grafika la Estampa, Paris 8e,  France.
- By Way of These Eyes: The Sublime, Exotic and Familiar, Cape Cod Museum of Art (juillet 2010), Dennis, Massachusetts, États-Unis.
- Don de Vie (septembre 2009), Hôtel de ville de Paris, France.
- Le Temps d'un Shoot (février 2008), La Cinquième Galerie, Paris 8e, France.